# Star Parodier
Star Parodier (スターパロジャー Sutā Parojā?) es un videojuego de matamarcianos para PC Engine (en formato Super CD-ROM²) desarrollado por Hudson Soft. Es una parodia de la serie Star Soldier, de modo similar a la serie Parodius de Konami, y fue publicado en abril de 1992 en Japón y en julio de 1992 en norteamericana. Más tarde se unió el catálogo de Konami, cuando esta adquirió y absorbió a Hudson en 2012. Aunque también se planeó su lanzamiento en Norteamérica bajo el nombre Fantasy Star Soldier.
Finalmente el juego fue editado fuera de Japón en el año 2008 a través de la Consola Virtual de Wii, saliendo en Europa el 16 de mayo, tras haber sido lanzado en Japón el 7 del mismo mes. También salió a la venta en la Consola Virtual norteamericana el 11 de agosto. Sin embargo, solo se mantuvo el idioma original en los tres modelos de PC Engine Mini.
A diferencia de Star Soldier, los gráficos son de caricatura, y los jugadores pueden elegir una de las 3 naves: la nave Paro Ceaser del juego original, un Bomberman gigante o la consola antropomórfica PC Engine que lanza HuCards y CD a los enemigos.